# Ildefonso Zubía Icazuriaga
El doctor Ildefonso Zubía Icazuriaga (Logroño, 24 de enero de 1819 - ibidem, 3 de junio de 1891) fue un destacado farmacéutico y botánico español que desarrolló su labor científica en el campo de la botánica; también practicó la hidrología, agricultura, etc.

## Biografía
Sus padres fueron Pedro Zubía, natural de Bedoña (Guipúzcoa), y Antonia Icazuriaga, natural de Logroño. A los seis años falleció su padre, lo que sumió a la familia en dificultades económicas. No obstante, Zubía continuó sus estudios hasta alcanzar el grado de Filosofía. Tuvo vocación religiosa e inició su formación hacia la vida sacerdotal en el Seminario Conciliar, pero como consecuencia de la Desamortización, en 1836, se clausuró el Seminario de Logroño, lo que le hizo abandonar este camino. Con 17 años ingresó como mancebo en una farmacia de Logroño, y posteriormente inició la carrera de Farmacia en el Real Colegio de Farmacia de San Fernando de Madrid, donde se doctoró en 1843 mientras era ayudante de química en el mismo colegio.
Con 24 años regresó a Logroño con el objetivo de convertirse en docente en el Instituto de Segunda Enseñanza. La Junta inspectora del mismo le nombró Catedrático de Historia Natural y simultáneamente pasó a regentar la farmacia en la que había sido mancebo en su juventud. Aprobó las oposiciones del Instituto en 1844.
En 1847 obtuvo la Cátedra de Historia Natural en la Universidad de Oviedo, plaza a la que renunció después por motivos de salud para trasladarse a su ciudad natal. Volvió a Logroño en 1843, donde llegó a ser catedrático de Historia Natural del Instituto de Segunda Enseñanza Marqués de la Ensenada, de Logroño (hoy IES Sagasta), situado en la glorieta que hoy en día lleva su nombre. Además acumuló la docencia de las materias de Física y Química desde 1851. Falleció siendo director de dicho centro.
En 1850 contrajo matrimonio con Juana García, natural de Santo Domingo de la Calzada, con quien tuvo siete hijos, alguno de los cuales fallecieron en la infancia. Estas circunstancias favorecieron su dedicación a la ciencia y al intenso trabajo para la confección del herbario compuesto por más de cuatro mil ejemplares, descrito después en Flora de La Rioja, publicado tras su muerte, gracias al empeño de su nieto José María Zubía. Su esposa Juana falleció en 1884.
Zubía fue director del Instituto de Logroño en dos periodos: (1866 - 1868 y 1884 - 1891). Su preocupación por la formación adecuada de los alumnos fue muy importante a lo largo de su vida, e introdujo notables mejoras en los Gabinetes de Física, Química e Historia Natural del Instituto. Se conservan en el Instituto sus colecciones de minerales y fósiles, animales, láminas y su herbario.
Además de esta actividad científica mencionada, fue también director del Observatorio Meteorológico y presidente del Ateneo Logroñés. Recibió algunas condecoraciones, entre ellas las Encomiendas de Isabel la Católica y Carlos III.
Falleció el 3 de junio de 1891, congregando a un gran número de personas en su funeral, que fue un acontecimiento en la ciudad de Logroño. Está enterrado en un panteón familiar en una de las calles del llamado Camposanto Viejo, del cementerio logroñés.
En 1889 el Ayuntamiento de Logroño decidió dar el nombre de Glorieta del Doctor Zubía a los terrenos situados al oriente del nuevo Instituto Provincial, donde se hallaban los jardines en los que el catedrático recogía las plantas para sus estudios. El Instituto de Estudios Riojanos dedicó en su honor el nombre de su revista de ciencias.
Su contribución más destacada fue un catálogo de la flora de la región Flora de La Rioja, y un estudio geográfico y ecológico de La Rioja, que se publicó treinta años después de fallecido.

## Obras
Obra propia
- Flora de la Rioja. Prólogo de Ismael del Pan. [Logroño]: Imprenta Moderna, 1921.
- Flora de La Rioja. Flora de La Rioja. 2.ª ed. revisada y actualizada por M.ª Angeles Mendiola Ubillos. Logroño: Instituto de Estudios Riojanos, 1993. 273 p. ISBN 84-87252-06-0
- Informe acerca de la naturaleza y composición de las aguas sulfurosas de la villa de Nalda, según el ensayo analítico practicado por don Ildefonso Zubía, Catedrático y Director del Instituto Provincial de Logroño [Manuscrito conservado en la Biblioteca de La Rioja]. [Logroño]: 1927.

Obras relacionadas
- Zubía (Logroño) (9. Monográfico. Ildefonso Zubía Icazuriaga (1819 - 1891): un naturalista riojano en el siglo XIX). 1997. ISSN 1131-5423.